# Incidente di Mars Bluff
L’incidente di Mars Bluff del 1958, consistente nella perdita di armi nucleari da un B-47, fu un rilascio involontario di armi nucleari su Mars Bluff nella Carolina del Sud. La bomba, priva del nocciolo fissile, cadde sull'area, causando danni agli edifici sottostanti. Sei persone rimasero ferite dall'esplosione del carico esplosivo convenzionale della bomba. L'Aeronautica degli Stati Uniti (USAF) fu citata in giudizio dalle famiglie delle vittime, che ricevettero 54.000 dollari, equivalenti a 468.934 dollari del 2018.

## Descrizione dell'incidente

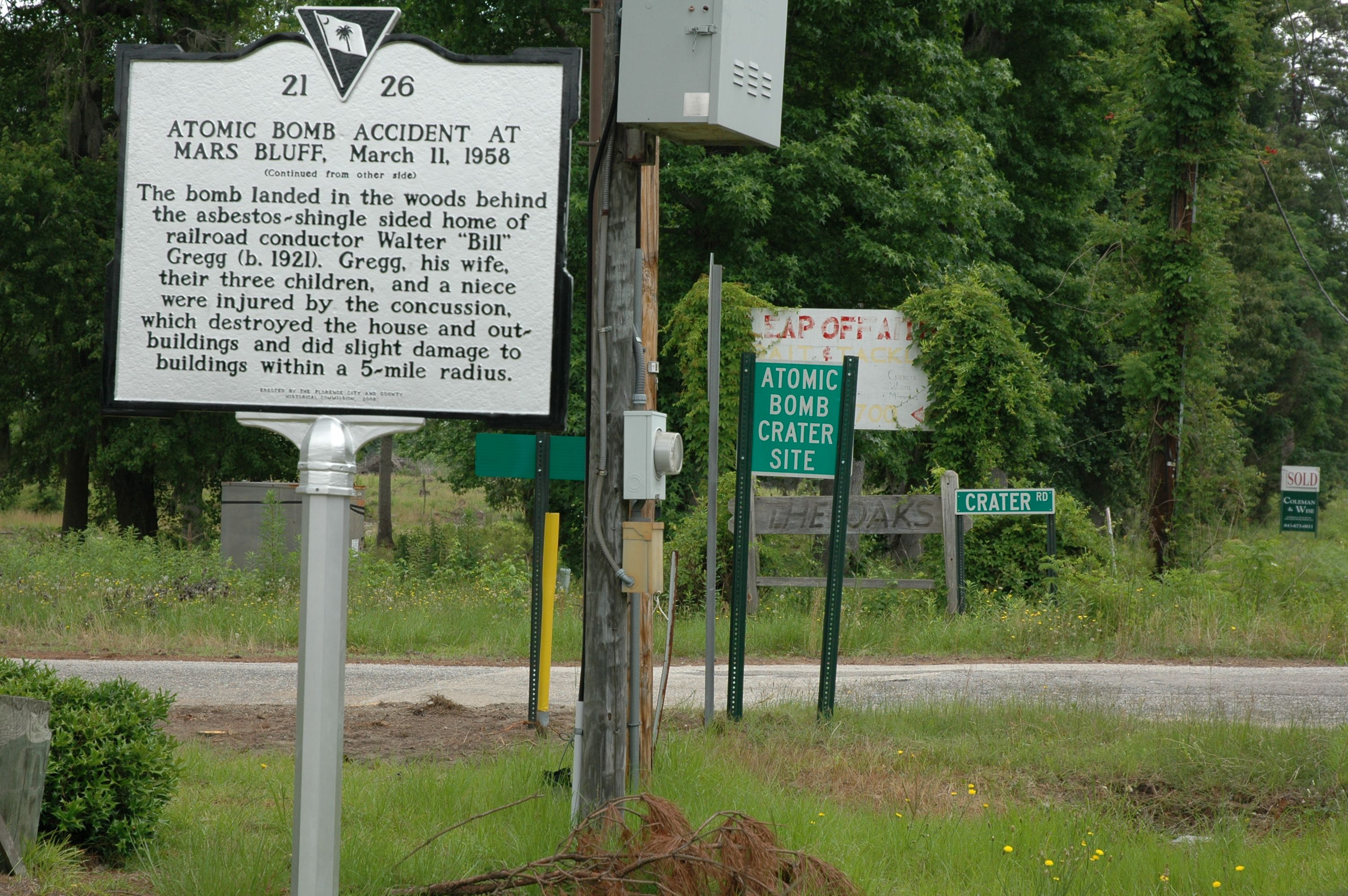
Cartello indicatore del luogo colpito dalla bomba

L'11 marzo 1958, un Boeing B-47E-LM Stratojet  dell'aeronautica militare americana della Hunter Air Force Base operato dal 375th Bombardment Squadron della 308th Bombardment Wing vicino a Savannah, in Georgia, decollò verso le 16:34 circa ed era programmato per volare nel Regno Unito e poi in Nord Africa come parte dell'Operazione Snow Flurry. L'aereo trasportava armi nucleari a bordo in caso di scoppio di una guerra con l'Unione Sovietica. Il capitano dell'aeronautica Bruce Kulka, che era il navigatore e il bombardiere, fu convocato nell'area della bomba dopo che il capitano dell'aereo, il capitano Earl Koehler, aveva riscontrato l'accendersi di una spia di emergenza nella cabina di pilotaggio, che indicava che il perno di bloccaggio dell'imbracatura della bomba non si era innestato. Mentre Kulka si avvicinava alla bomba per innestare il perno, afferrò per errore il perno di rilascio di emergenza. La bomba nucleare Mark 6 cadde sui portelloni del vano bomba del B-47 e il peso ne provocò l'apertura, sganciando la bomba 15 000 ft (4 600 m) al suolo.
Due sorelle, Helen di sei anni e Frances Gregg di nove, insieme alla cugina di nove anni Ella Davies, stavano giocando a 200 iarde (180 m) da una casetta nel bosco, costruita dal padre Walter Gregg, paracadutista durante la seconda guerra mondiale. La casetta fu colpita dalla bomba. L'esplosivo convenzionale detonò, distruggendo la casetta e lasciando un cratere profondo circa 70 piedi (21 m)   largo e 35 piedi (11 m). Fortunatamente, il nocciolo fissile fu immagazzinato altrove sull'aeromobile. Tutte e tre le ragazze furono ferite dall'esplosione, così come Walter, sua moglie Effie e il figlio Walter Jr. Sette edifici vicini furono danneggiati. L'Aeronautica degli Stati Uniti (USAF) fu citata in giudizio dalla famiglia delle vittime. L'incidente venne riportata su testate nazionali e internazionali.